# Харьковский дельфинарий

Представление в дельфинарии

Ха́рьковский городско́й дельфина́рий «Не́мо» — дельфинарий города Харьков (Украина); расположен в саду им. Т. Г. Шевченко. Один из крупнейших дельфинариев в СНГ, состоит из: двух бассейнов, которые содержат по три миллиона литров воды каждый, основного зала, рассчитанного на тысячу мест, и океанариума. Площадь поверхности воды составляет 480 м², глубина — 6 м. Началось строительство дельфинария в сентябре 2007 года, открыт 28 мая 2009 года. Первые питомцы (дельфины Геша, Миша, Геркулес и Вита, морские котики Лила, Юля и Боб, морская львица Пышка) были привезены из Одессы. Входит в состав национальной сети культурно-оздоровительных комплексов «Немо». В дельфинарии проходят различные спортивные праздники для детей, например, «Малые Олимпийские игры».
В конце 2012 года был открыт бассейн для дельфинотерапии.

## Животные дельфинария
- Дельфины: Вита, Геша, их дочь Ева[7] и другие (всего 7[1]);
- кит белуха Пломбир (появился в августе 2012 года)[8][2];
- Морские котики: Боб и Пончик;
- Морские львы: Алонсо и Ёлка.